# Liste der Nummer-eins-Hits in Frankreich (1955)
Diese Liste enthält alle Nummer-eins-Hits in Frankreich im Jahr 1955. Es gab in diesem Jahr zwei Nummer-eins-Singles (ab dem 5. Oktober).
| - Jacqueline François - Les lavandières du Portugal - 12 Wochen (5. Oktober – 27. Dezember) - Eddie & Tania Constantine - L'Homme et l'enfant (The Little Boy And The Old Man) - 11 Wochen (28. Dezember 1955 – 14. März 1956) |